# Le Patriote savoisien
Le Patriote savoisien est un ancien journal politique, industriel, commercial, agricole et littéraire d'opposition. Il fut créé le 15 juin 1848 et disparut en 1895.

## Présentation
Nicolas Parent fonde le journal le 15 juin 1848 qui parut au moins jusqu'en 1895, bien qu'Yves Tyles mentionne sa disparition le 11 septembre 1852.
Le journal apparaît comme une feuille d'opinion, tentant de défendre les idées libérales de l'époque et de notamment s'opposer au Courrier des Alpes et à l'Écho du Mont-Blanc. Il attaque donc régulièrement le parti clérical.
Cette orientation lui valut de nombreux procès et amendes, jusqu'à sa suspension en 1852 à la suite de « cinq procès, 1 600 francs d'amende, six mois et cinq jours de prison, l'expulsion de deux rédacteurs et plusieurs saisies ».

## Disparitions et réapparitions sous de nouveaux noms
À la suite de sa disparition, le journal réapparaît discrètement sous le titre Nouveau patriote savoisien, puis sous une nouvelle version Le Patriote savoisien et des Alpes le 25 décembre 1869. Ce journal libéral et anticlérical est partisan de l'annexion de la Savoie à la France. Il édite aussi le Paysan d'Albertville